# Historisch-kritische Ausgabe
Als historisch-kritische Ausgabe (Abkürzung HKA) oder Edition bezeichnet man in der Editionswissenschaft eine nach den Grundsätzen der modernen Textkritik erarbeitete, wissenschaftliche Ausgabe eines Textes, die auf der Grundlage aller zur Verfügung stehenden Textträger die Überlieferungslage sowie die Entstehungsgeschichte des Textes nachzeichnet und einen möglichst authentischen, von Fehlern bereinigten Text präsentiert. Neben der Texterschließung bietet eine solche Ausgabe einen textkritischen Apparat sowie Dokumente zur Entstehungsgeschichte, Erläuterungen und weitere Hilfsmittel. Durch die Akribie und Ausführlichkeit der Texterschließung bietet sie – im Gegensatz zu einfachen Leseausgaben – eine verlässliche Grundlage für die wissenschaftliche Beschäftigung mit dem Text.

## Allgemeines
Historisch-kritische Ausgaben, besonders Gesamtausgaben, sind wissenschaftliche Großprojekte, die sehr personal- und kostenaufwändig sind und sich zum Teil über Jahrzehnte hinziehen. Ihre Erarbeitung findet meist in Universitäten, Akademien oder Archiven statt und wird öffentlich gefördert. Ihr Hauptanliegen ist, das Werk eines bedeutenden Denkers, Literaten oder Komponisten für die Forschung zu erschließen und der Nachwelt zu erhalten, oder die Überlieferungslage eines antiken Werkes zu dokumentieren. Historisch-kritische Gesamtausgaben gelten in den Geisteswissenschaften als „Königsdisziplin, die vor sich hin staubende Gedanken und vergessene Zusammenhänge ans Licht bringt“.
Die ersten historisch-kritischen Werkausgaben im engeren Sinne gab es im 19. Jahrhundert; als besonders prägend ist die Weimarer Goethe-Ausgabe zu nennen. Im Bereich der antiken und mittelalterlichen Schriftquellen waren die Editionen Karl Lachmanns wegweisend. Vorläufer gab es jedoch schon seit der Antike, vornehmlich in der alexandrinischen Philologie (zum Beispiel die Homer-Ausgabe des Zenodotos von Ephesos) sowie später in der Bibelexegese (zum Beispiel die hexaplarische Rezension des Origenes).

## Begriff
Das Attribut historisch bezieht sich darauf, dass die Ausgabe auf der Annahme beruht, der jeweilige Text habe eine Geschichte gehabt, was sich in unterschiedlichen Textstufen und allgemein in Unterschieden der Textzeugen niederschlägt, zum Beispiel in erhaltenen Manuskripten, Typoskripten und Drucken. Das Attribut kritisch bezieht sich auf die Textkritik, mit deren Hilfe die Überlieferung bei der Erstellung einer historisch-kritischen Ausgabe untersucht wird.

## Typen von historisch-kritischen Ausgaben
In der Editionswissenschaft werden verschiedene Typen von historisch-kritischen Ausgaben unterschieden, je nachdem, wie der Obertext erstellt wurde, siehe Unterschiedliche Typen von Editionen.

## Bestandteile
Neben Textteil, Apparat und den oben genannten Angaben zu Textvarianten und Fehlerkorrekturen enthält eine historisch-kritische Ausgabe üblicherweise folgende Bestandteile:
- Sämtliche erhaltenen Vorarbeiten zu einem Werk, zum Beispiel Notizen, Exzerpte, Schemata etc. (Paralipomena)
- Nennung der Quellen, die der Autor zum Verfassen des Werkes herangezogen hat (eventuell auszugsweiser Abdruck der Quellen)
- Dokumente zur Entstehungsgeschichte des Werkes (zum Beispiel Briefe oder Tagebucheinträge des Autors, in denen das Werk genannt ist)
- Erläuterung der Wirkungsgeschichte eines Werkes zu Lebzeiten des Autors (zum Beispiel anhand von Rezensionen, Verkaufszahlen, Äußerungen von Zeitgenossen etc.)
- Anmerkungen zu Sachbezügen, veralteten Wendungen etc., die aus heutiger Sicht kommentierungsbedürftig sind